# Nangal
Nangal là một thành phố và là nơi đặt hội đồng đô thị (municipal council) của quận Rupnagar thuộc bang Punjab, Ấn Độ.

## Địa lý
Nangal có vị trí 31°22′B 76°23′Đ / 31,37°B 76,38°Đ Nó có độ cao trung bình là 326 mét (1069 feet).

## Nhân khẩu
Theo điều tra dân số năm 2001 của Ấn Độ, Nangal có dân số 40.644 người. Phái nam chiếm 53% tổng số dân và phái nữ chiếm 47%. Nangal có tỷ lệ 78% biết đọc biết viết, cao hơn tỷ lệ trung bình toàn quốc là 59,5%: tỷ lệ cho phái nam là 82%, và tỷ lệ cho phái nữ là 74%. Tại Nangal, 11% dân số nhỏ hơn 6 tuổi.